# Stenalcidia cariaria
Stenalcidia cariaria là một loài bướm đêm trong họ Geometridae.